# توم ستانداج
توم ستانداج (مواليد سنة 1969) (بالإنجليزية: Tom Standage)‏ صحفي وكاتب بريطاني. تخرج من جامعة أكسفورد، وينشر في الغارديان وذي إيكونوميست ونيويورك تايمز وديلي تلغراف ووايرد. وهو أيضًا مؤلف لستة كتب، من بينها كتاب الإنترنت الفيكتوري وكتاب (The Turk: The Life and Times of the 18th Chess Player)، وهو دراسة عن ذي تورك، وهو محرك آلي أنشأه المهندس النمساوي المجري فولفغانغ فون كيمبلن، قدمت بأنها قادرة على لعب الشطرنج وحدها.